# Anything Goes (musical)
Anything Goes es un musical con música y letra de Cole Porter. 
El libro original fue una colaboración de Guy Bolton y P. G. Wodehouse, revisada por el equipo de Howard Lindsay y Russel Crouse. La historia gira en torno a las travesuras a bordo de un trasatlántico que va de Nueva York a Londres. Billy Crocker es un polizón enamorado de la heredera Hope Harcourt, que está casada con Lord Evelyn Oakleigh. El musical presentó canciones como "Anything Goes", "You're the Top", y "I Get a Kick Out of You".
Desde su debut en 1934 en el Teatro Neil Simon (en el momento conocido como el Alvin) en Broadway, el musical ha sido presentado varias ocasiones en los Estados Unidos y Gran Bretaña, y ha sido adaptado dos veces al cine, en 1936 y 1956. El musical siempre ha sido una elección popular en las producciones escolares y comunitarias.